# Catoptria speculalis
Catoptria speculalis là một loài bướm đêm trong họ Crambidae.